# 31 mai 1959
Le dimanche 31 mai 1959 est le 151e jour de l'année 1959.

## Naissances
- Andrea De Cesaris (mort le 5 octobre 2014), pilote automobile
- Didier Fusillier, metteur en scène
- Pascal Houzelot, dirigeant français de télévision
- Radomír Špetík, mathématicien tchèque
- Sabine Wils, personnalité politique allemande

## Décès
- Aldo Molinari (né le 13 décembre 1885), réalisateur et journaliste italien
- Jack Patrick (né le 25 novembre 1898), joueur de rugby
- Paul Ruinart (né le 28 octobre 1876), personnalité du cyclisme français

## Événements
- Élections législatives tchadiennes de 1959
- Fin de championnat d'Europe de basket-ball 1959
- Fin de championnat de France de football 1958-1959
- Grand Prix automobile des Pays-Bas 1959
- Création de Maghreb Arabe Presse